# Клочко Валентин Феодосійович
Валентин Феодосійович Клочко (23 квітня 1914, місто Санкт-Петербург, тепер Російська Федерація — 10 лютого 1972, місто Москва, тепер Російська Федерація) — радянський комсомольський і партійний діяч, дипломат, історик, секретар ЦК ЛКСМУ. Кандидат історичних наук (1954), доцент.

## Життєпис
Народився в селянській родині. У 1919 році разом із родиною переїхав до Харківської губернії, проживав у місті Краснограді. У 1929 році закінчив залізничну семирічну школу в Краснограді. У 1929—1931 роках — учень агротехнічного технікуму, навчання не завершив.
У 1931—1933 роках — завідувач Нововасилівського районного клубу Дніпропетровської області.
У 1933—1934 роках — інструктор із масової роботи в політичному відділі машинно-тракторної станції (МТС) Нововасилівського району Дніпропетровської області.
У 1934 році працював директором звукового кінотеатру, був секретарем профспілкової організації працівників державних установ.
У січні 1935 — травні 1937 року служив на Робітничо-селянському червоному флоті.
У червні 1937 — травні 1938 року — масовик багатотиражної газети «Горняк» міста Красний Луч Донецької (з 1938 року — Ворошиловградської) області. У травні 1938 — лютому 1939 року — секретар профспілкового заводського комітету в місті Красний Луч Ворошиловградської області.
У лютому — жовтні 1939 року — 1-й секретар Краснолуцького міського комітету ЛКСМУ Ворошиловградської області.
Член ВКП(б) з квітня 1939 року.
У 1940 — червні 1941 року — 1-й секретар Волинського обласного комітету ЛКСМУ.
З червня 1941 року — в Червоній армії, учасник німецько-радянської війни, до жовтня 1942 року служив старшим інструктором із комсомольської роботи Політичного управління Південно-Західного, Сталінградського та Донського фронтів. У жовтні 1942 року був поранений. З жовтня 1942 по квітень 1943 року був начальником політичного відділу 214-ї стрілецької дивізії. З квітня по жовтень 1943 року — начальник політичного відділу та заступник командира із політичної частини 299-ї стрілецької дивізії 53-ї армії Степного фронту.
У жовтні 1943 — жовтні 1946 року — секретар ЦК ЛКСМУ «по військовій роботі».
У 1946 році закінчив заочно Київський державний університет імені Шевченка.
У жовтні 1946 — липні 1948 року — слухач Вищої партійної школи при ЦК ВКП(б) у Москві.
5 серпня 1948 — 3 лютого 1950 року — заступник завідувача сектора фізкультури і спорту відділу пропаганди ЦК ВКП(б). 3 лютого 1950 — 15 січня 1953 року — заступник завідувача сектора відділу пропаганди ЦК ВКП(б).
З січня по жовтень 1953 року — 1-й заступник завідувача відділу пропаганди і агітації ЦК КП України.
У серпні 1953 — березні 1955 року — аспірант Академії суспільних наук при ЦК КПРС у Москві. У 1954 році захистив кандидатську дисертацію «Комуністична партія Радянського Союзу в боротьбі за реалізацію рішень XVII з'їзду ВКП(б) в області культурного будівництва на селі».
З березня 1955 по 1956 рік — генеральний консул СРСР у місті Клуж (Румунія).
У 1956 році був у резерві Міністерства закордонних справ СРСР.
У 1956 — липні 1960 року — радник посольства СРСР у Чехословаччині.
З серпня 1960 по лютий 1972 року — доцент, завідувач та заступник завідувача кафедри «Партійне будівництво» Вищої партійної школи при ЦК КПРС, старший науковий співробітник (з 1968 року) Інституту марксизму-ленінізму при ЦК КПРС у Москві.
Був співавтором книг «Культурне будівництво в радянському селі в роки другої п'ятирічки (1933—1937)» (М., 1956), «Культурне будівництво в Румунській Народній Республіці» (М., 1956). Автор монографій «Народ — собі: культура нової Чехословаччини» (М., 1963), «Книга В.І. Леніна «Крок вперед, два кроки назад»» (М., 1964), «Марксистсько-ленінське вчення про партію і його розвиток у програмах КПРС» (М., 1966).

## Звання
- старший політрук
- майор
- підполковник

## Нагороди
- два ордени Червоного Прапора (28.02.1943, 18.09.1943)
- орден Червоної Зірки (22.02.1942)
- медаль «За оборону Москви»
- медаль «За оборону Сталінграда»
- медаль «За перемогу над Німеччиною у Великій Вітчизняній війні 1941—1945 рр.» (1945)
- медалі